# Kostel Navštívení Panny Marie (Vimperk)
Kostel Navštívení Panny Marie je jedna z nejstarších staveb města Vimperk, větší ze dvou zdejších kostelů a spolu s blízkou zvonicí pohledová dominanta východního okraje hlavního náměstí. Kostel slouží jako farní kostel vimperské farnosti.

## Historie

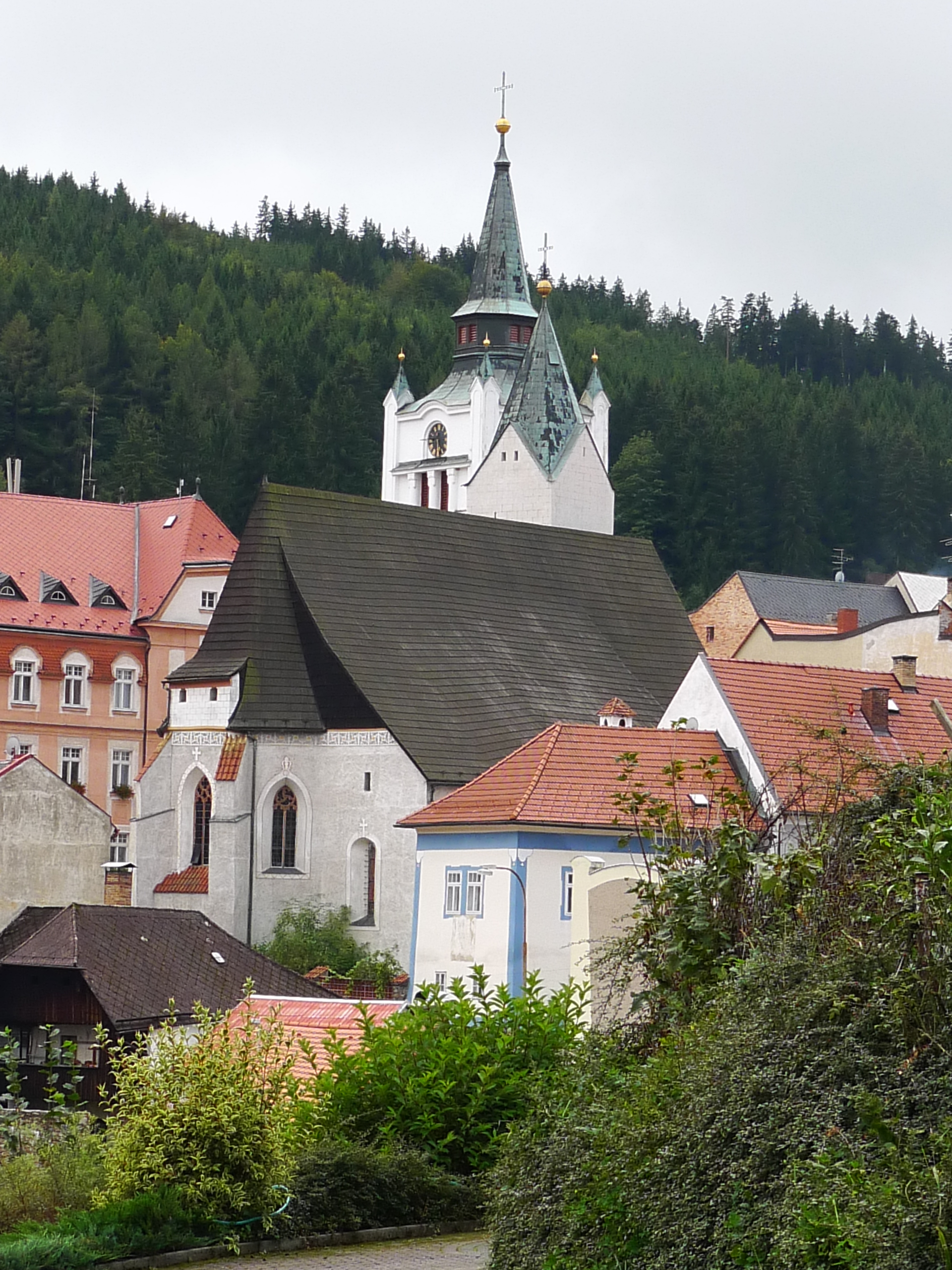
Pohled na zadní stranu kostela

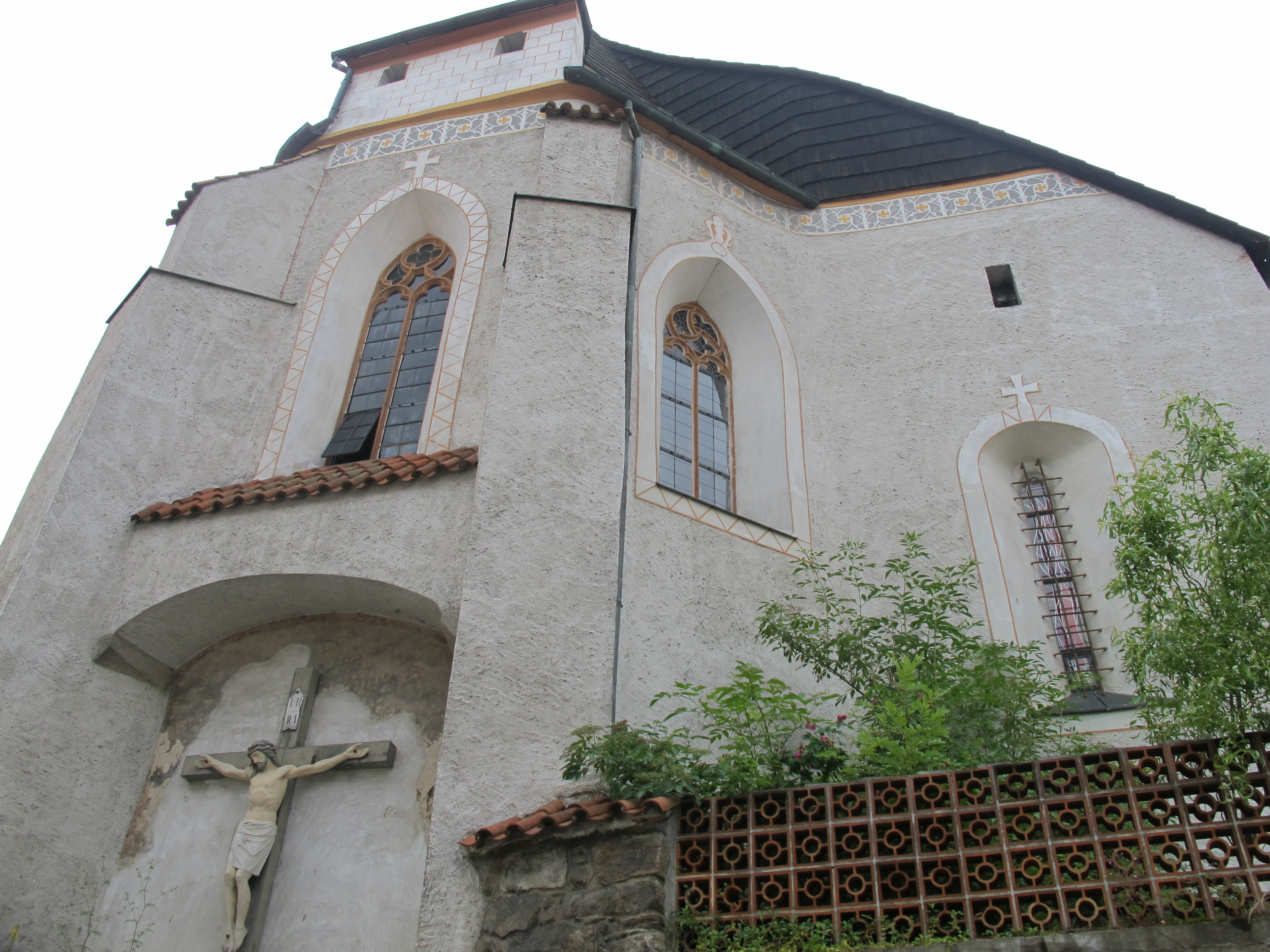
Presbytář, pohled zvenčí

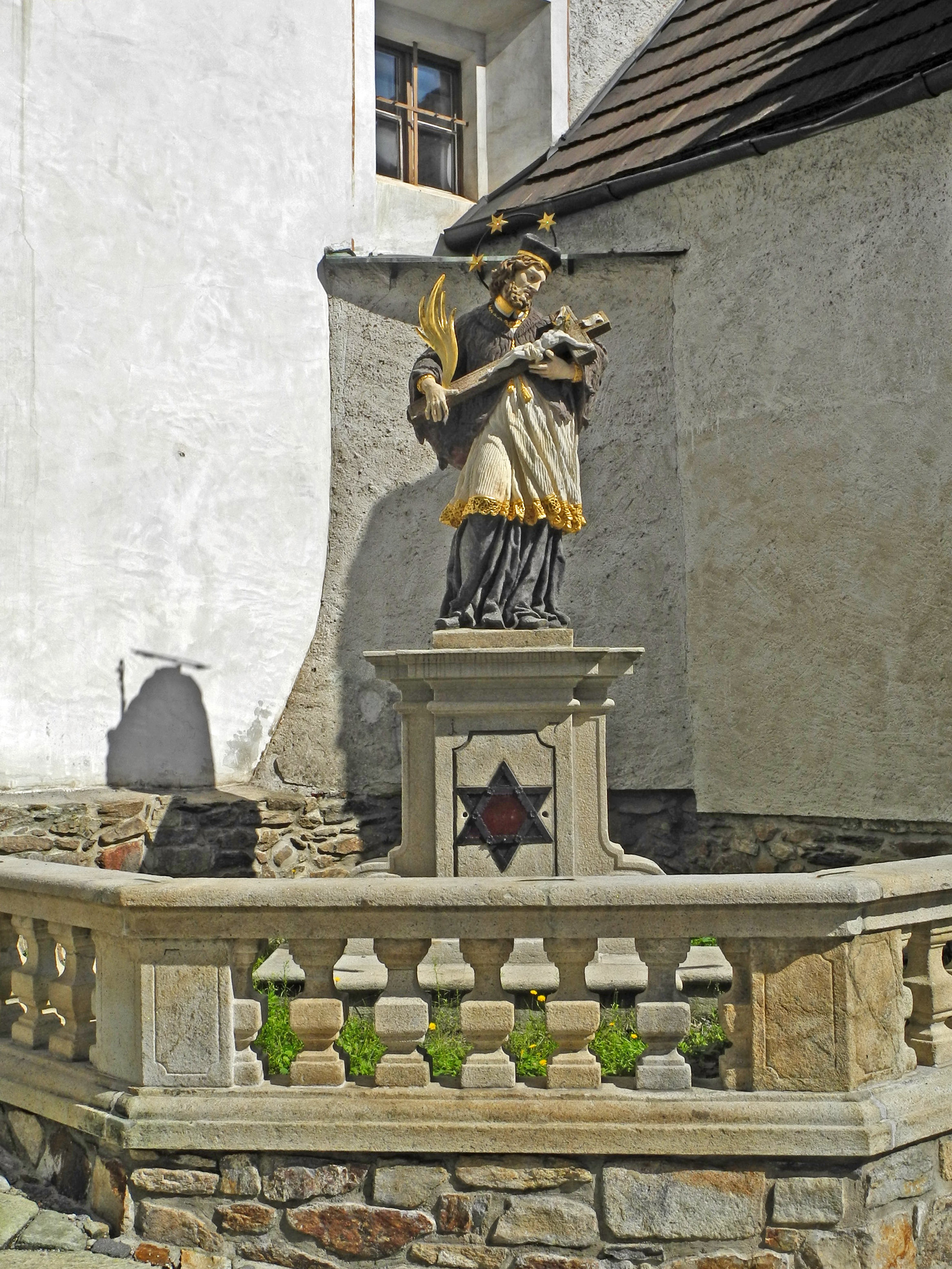
Socha sv. Jana Nepomuckého zdobí exteriér kostela

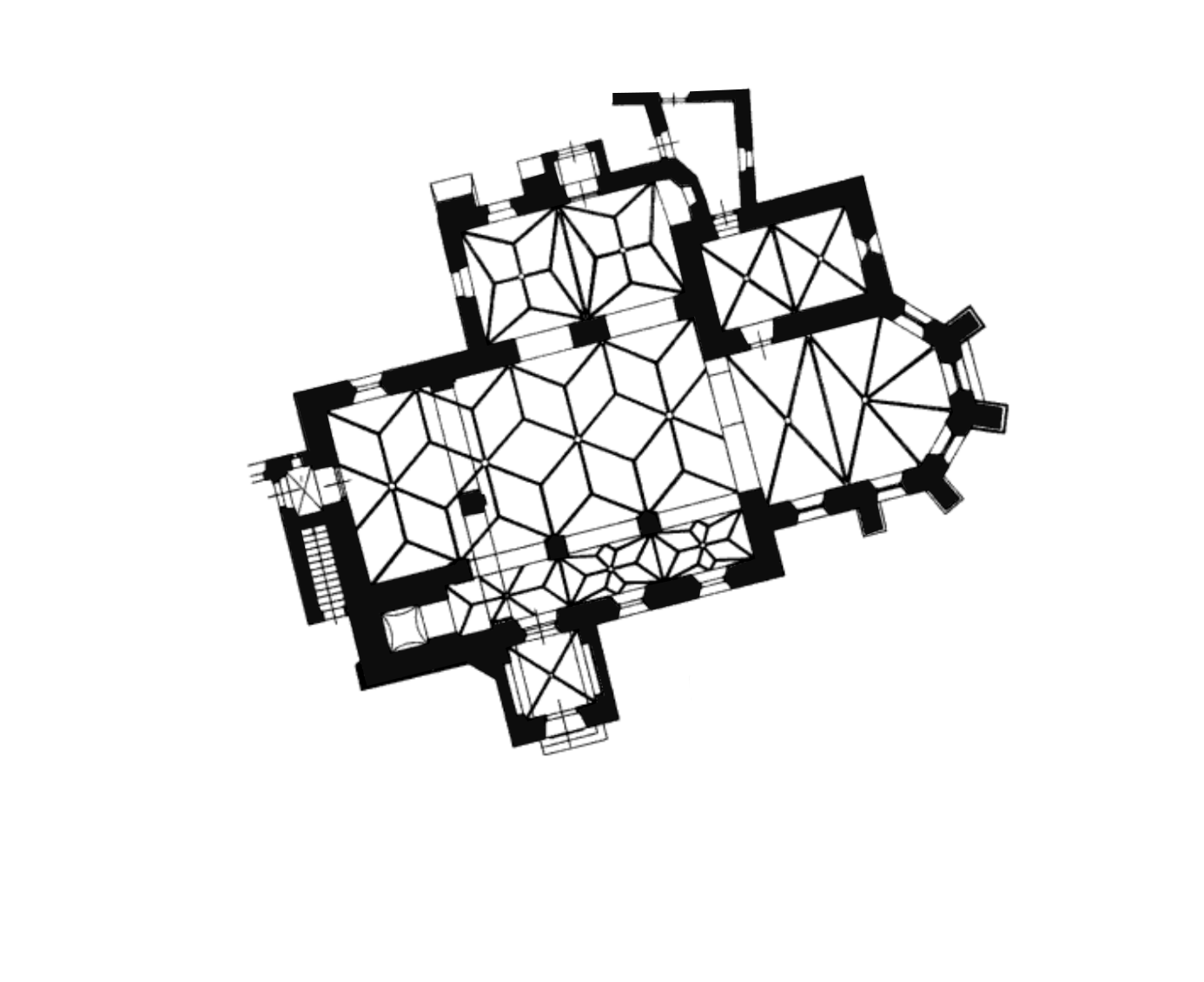
Půdorys kostela

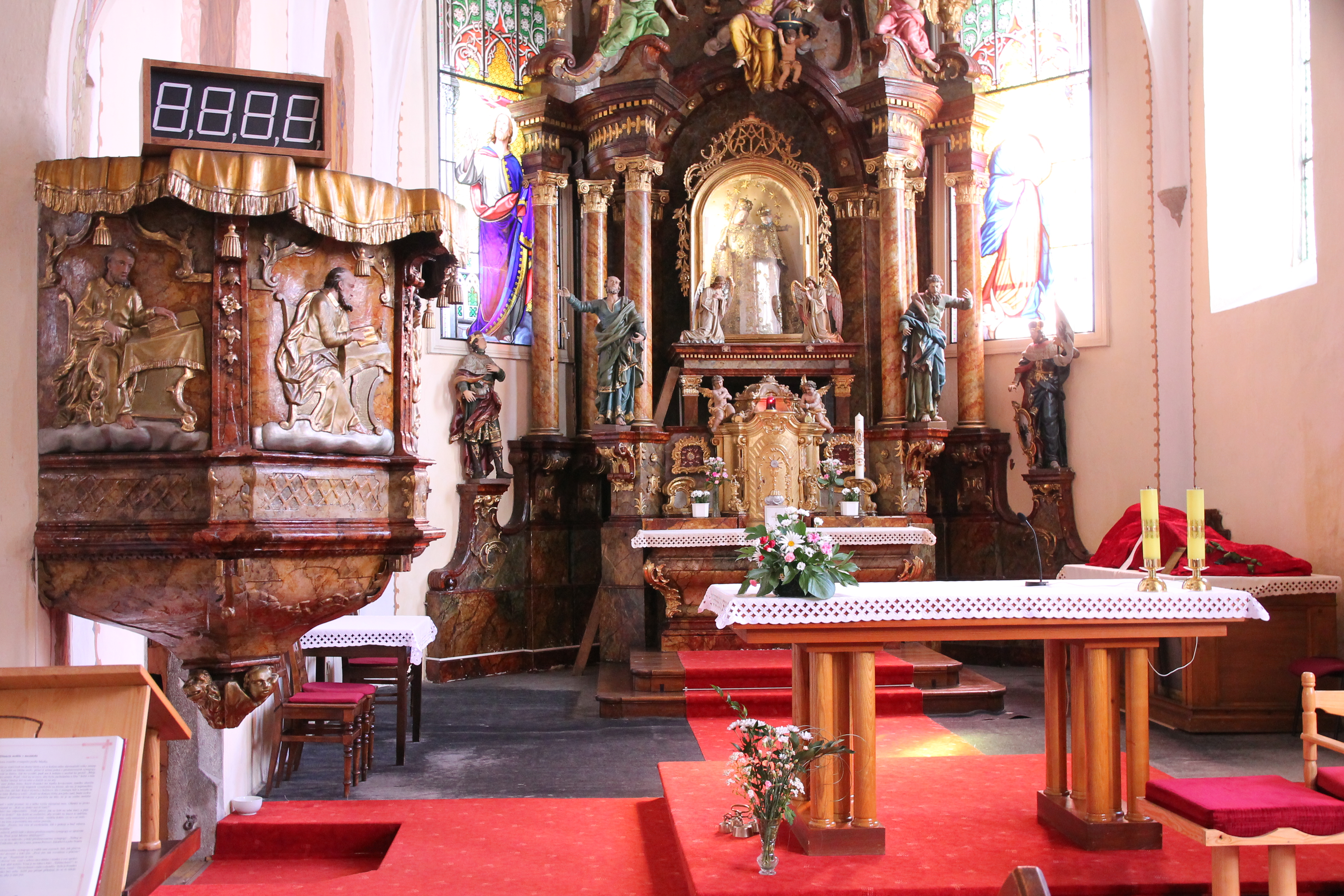
Presbytář

### Počátky
Jedna z prvních zmínek o kostele je k roku 1405, kdy se o něm píše jako o „novém“. Řada zdrojů těmito souvislostmi odůvodňuje vybudování v roce 1365. Avšak jednalo se o pouhou přestavbu původního raně gotického kostela, který byl vystaven při příležitosti přesunutí tržního osídlení na místo současného náměstí – do lépe bránitelné polohy na návrší proti hradu.
Na vyšší stáří svatyně poukazují mohutné pasy převýšeného ostrého oblouku, stopy zazděného sdruženého okna pod zvonicí a kulaté okno na kůru. Vznik kostela je určen také stářím zdiva z hlavní lodi a části věže, jež je datováno do doby vzniku Vimperského podhradí. Kostel tedy vznikl v průběhu druhé poloviny 13. století.
Původní podoba kostela nasvědčuje jednolodní plochostropou svatyni s věží, zvonicí, v jihozápadním rohu.
Rok 1365 přinesl přestavbu presbytáře, sakristie, rozšíření lodi a úpravu jižního portálu. Dále také úpravu omítek a celkového vzhledu kostela ve stylu venkovské varianty vrcholné gotiky. Za rekonstrukcí a rozšířením stojí pravděpodobně Petr z Janovic, majetný občan, původem z Vimperka.
Kněžiště s patrovou sakristií pocházejí z poslední čtvrtiny 14. století.
Dále stáří mohutné gotické konstrukce krovu, zvonového patra věže a zaklenutí jižní předsíňky křížovou klenbou se štukovou výzdobou se řadí do poslední čtvrtiny 15. století.

### Přestavba
V průběhu 16. století probíhají rozsáhlé renesanční úpravy kostela.

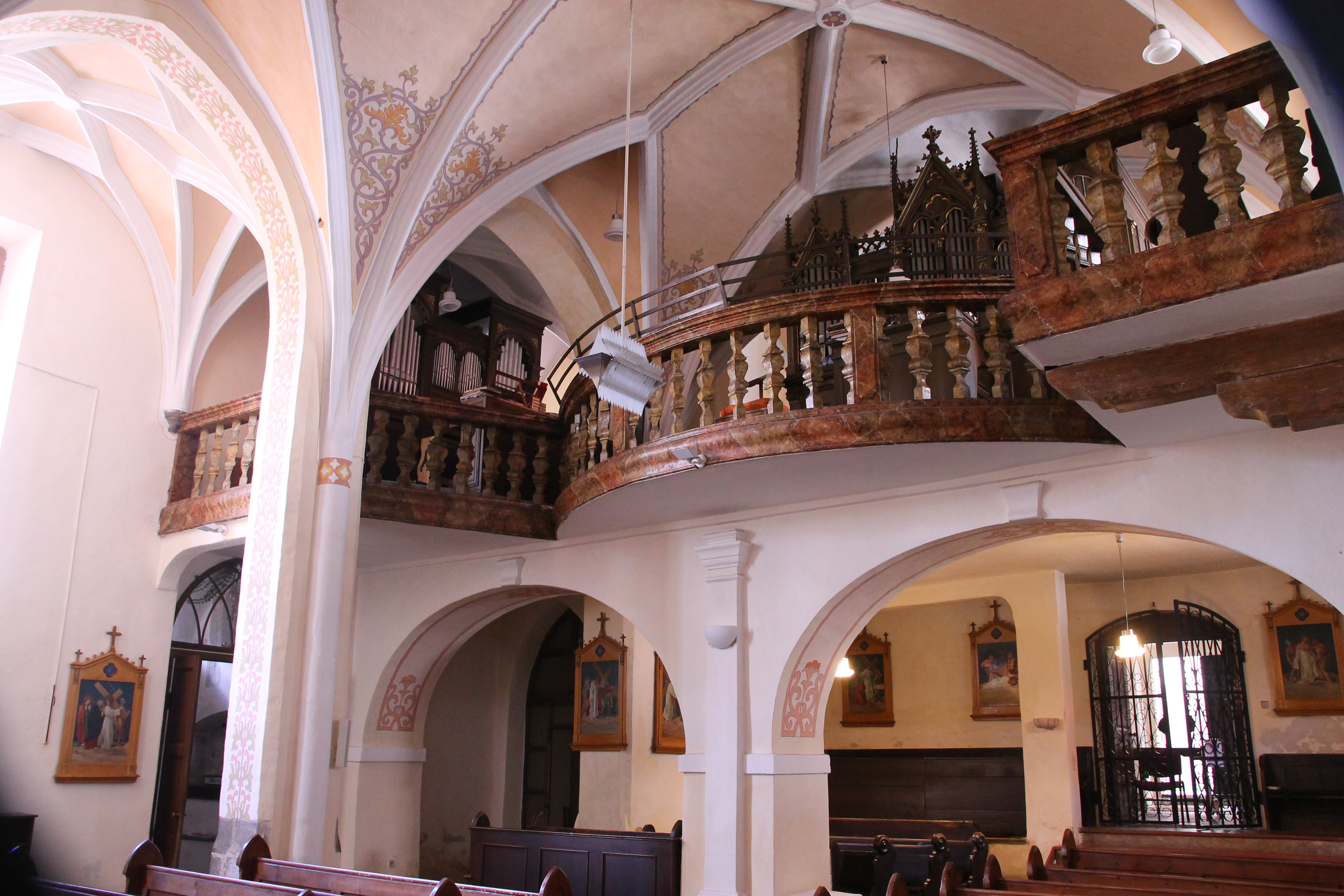
Konstrukce kůru

Od roku 1500 byly prováděny zásadní změny. U severní části lodi po probourání zdi přistavěna kaple sv. Anny. Překlenutá je hvězdovou klenbou zdobenou zachovanými nástěnnými malbami. Dále významným milníkem bylo vytvoření nepravidelného zaklenutého dvoulodí na místě původní jediné plochostropé hlavní lodi, a to v témže roce 1500, resp. po roce 1500. S těmito úpravami je spojeno rovněž zaklenutí hlavní lodi v pozdně gotickém stylu klenbou síťovou.
Z roku 1574 je zachován záznam žádosti Vimperských občanů o cihly na opravu poškozeného chrámu, do něhož zatékalo. V této době vzniká nově kůr.
Větší úpravy věže, které ovlivnily její současnou podobu, probíhaly kolem roku 1600. Dosvědčují to růžice s letopočtem MDC na věži malované. Ve stejném období proběhly také úpravy jižní strany lodi spolu s drobnou úpravou předsíňky.
Kromě výměny střešní krytiny z tašek na šindele v roce 1754 (v současnosti střechu pokrývají opět tašky), rozšíření kůru a postavení kazatelny se v době 18. století kostel významnějších stavebních změn nedočkal. Kostelu pouze přibyly zdobné malby v barokním stylu. A z této doby pochází také část současného vybavení.

### Od 19. století
V 19. století proběhly pouze drobné opravy, koncem 19. století přibyly dvě vitráže po obou stranách hlavního oltáře.
Poslední větší přestavby se udály v letech 1978–1979, kdy ku příležitosti 500. výročí založení města Vimperk byla provedena oprava střechy a fasády kostela.

## Popis
Jedná se o asymetrické halové dvoulodí s hranolovitou věží vyosenou do jihozápadního nároží stavby. Lodě mají obě rozdílnou velikost, ale jsou shodně orientovány na východ.

### Popis interiéru
Hlavní loď je zaklenutá dohromady čtyřmi poli síťové klenby tzv. milevského typu. Dvakrát žlábkovaná žebra se sbíhají do terčovitých svorníků. Při severní straně lodi jsou podepřena profilovanými kuželovitými konzolami. Při straně jižní se sbíhají ve válcovité přípory vedoucí na boku opěrných pilířů až k zemi. V západní části hlavní lodi se na ploché stropní konstrukci nachází jednopatrová kruchta, která je přístupná pouze z exteriéru, a to ze západní strany kostela vyvýšeným obdélným portálem, k němuž přiléhá předsíňka a schodiště. Kůr je osvětlen severním oknem obdélníkového tvaru. Prostor pod kůrem je oddělen pilířovou arkádou o délce půldruhého pole a je rovněž osvětlen obdélníkovým oknem. Délka lodi je 16,4 m. Šířka 10,6 m.

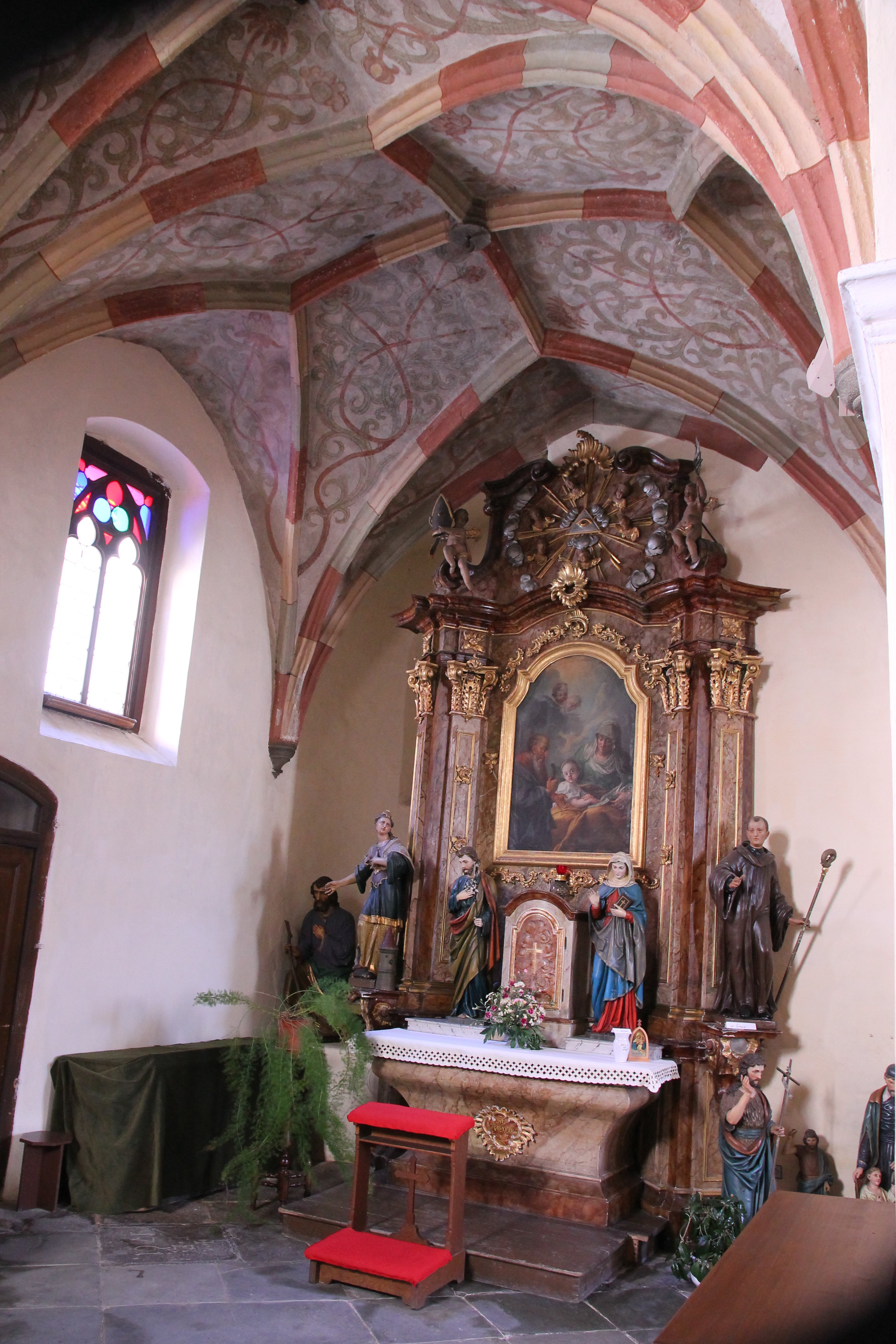
Oltář v kapli sv. Anny

Kněžiště je v hlavní lodi odděleno neprofilovaným hrotitým triumfálním obloukem a stojí mimo podélnou osu lodi. Strop je zde na rozdíl od zbytku hlavní lodi zaklenut dvěma poli křížové klenby; krajní travé je paprsčitě uzavřeno dvěma kápěmi a žebry. Všechna žebra presbytáře jsou hruškovcové profilace, spočívají na profilovaných kuželovitých příporách a sbíhají se do terčovitých svorníků jako v hlavní lodi. Žebra krajního pole jsou ukončena tzv. polopříporami. Kněžiště osvětlují hrotitá okna s kružbami. Závěr presbytáře přebírá tvar pěti stran pravidelného osmiúhelníka. Severní stěně presbytáře přiléhá sedlový portál vedoucí do sakristie.
Sakristie obsahuje dvě jen lehce obdélná pole křížové klenby s žebry jednou žlábkované profilace, spočívajících na jehlancových konzolách s prstencem. V čele sakristie se nachází úzké hrotité okno a v severní zdi jsou probourány dveře vedoucí do přiléhající budovy fary.
Kaple sv. Anny na severu je s hlavní lodí propojena půlkruhovou pilířovou arkádou. Zaklenuta je dvěma poli čtyřcípé hvězdicovité klenby s kuželovitými příporami se dvěma prstenci a dvojnásobně žlábkovanými žebry, která se sbíhají do hladkých nezdobených terčovitých svorníků. Zakončena je apsidou v čele se zazděným oknem půlkruhového záklenku s hlubokou špaletou. Na místě apsidy je zachován zbytek pravděpodobně původní oltářní menzy. Rozměry kaple jsou 6,7 na 8,9 metrů. V severní stěně kaple je portál s obloukovým závěrem, vedoucí na ulici.
Jižní stěna hlavní lodi pak ústí skrze hrotitou pilířovou arkádu do jižní boční lodi. Ta je zaklenuta dvěma poli šesticípé hvězdicové klenby s trojnásobně žlábkovanými žebry zakončenými kuželovitými příporami, dále jedno pole klenby síťové se znovu trojnásobně žlábkovanými žebry a terčovitým svorníkem napojené na hmotu věže a dvě hrotitá okna. Do této lodi z jihu ústí hrotitým gotickým neprofilovaným vstupním portálem na vysoké trnoži nejjižnější část stavby – předsíňka přiléhající hlavnímu portálu. Ta je překlenuta jedním polem křížové klenby se zdobenými žebry sbíhajícími se do svorníku tvaru květiny o pěti okvětních lístcích. Do předsíňky vede již zmíněný portál – hlavní vchod – jenž má tvar obdélníku s obloukovým závěrem.
Věž se dvěma zvony je na jihozápadním nároží kostela směřujícímu na náměstí. Schodiště osvětluje několik oken různého tvaru. Prostor pod věží slouží patrně jako zpovědní místnost a je od hlavní lodi oddělen stěnou s portálem tvaru ostře zalomeného oblouku.

### Popis exteriéru
Kostel se nachází na východním konci vimperského náměstí Svobody. Vlivem přestaveb v 16. století má kostel nepravidelný půdorys, který doplňují okna rozdílných tvarů. Béžová barva omítky kostela je na nárožích stěny hlavního portálu zdobena tzv. nepravou bosáží. U krovu je zdobena malbami s rostlinnými motivy.
Vlivem umístění svahu ve východním svahu je režné zdivo základů kostela místy odhalené.
Klenební tlaky žeber jsou u presbytáře vyrovnávány opěrnými pilíři obdélného průřezu. Ty jsou jednou odstupněny v horní čtvrtině své výšky a jsou zakončeny taškovými stříškami.
Věž je zakončena routovou střechou. Zdivo věže má na rozdíl od zbytku hmoty kostela bílou barvu a v posledních metrech věže je zdivo režné.

### Sochy
V jihozápadním obvodovém výklenku mezi portálem a věží je umístěna socha sv. Jana Nepomuckého na podstavci v prostoru vymezeném kamennou balustrádou. Na severní straně kostela je mezi severozápadním nárožím hlavní lodi a západní stěnou kaple pod dřevěným přístřeškem umístěna socha Panny Marie Lurdské pod křížem. Ve východním výklenku presbytáře se nachází krucifix v téměř životní velikosti.

## Vybavení

### Oltář
Hlavní oltář je barokního stylu. Původní návrh sochaře Jana Bernarda Fischera z Erlachu nebyl realizován a namísto něj se práce ujal sochař Filip Rambler z Cáhlova. Jeho součástí jsou sochy sv. Petra a Pavla a Víta a Václava.
Oltář v kapli sv. Anny zdobí sochy sv. Lingarta a Barbory.

### Křtitelnice
Cínová křtitelnice stojící na třech nohách, které jsou tvaru mužských karyatid, je odlitek z jednoho kusu. Vyrytý letopočet 1607 značí pozdně renesanční původ.

### Vitráže
Po obou stranách hlavního oltáře se nacházejí dvě vitráže vytvořené Janem Zachariášem Quastem z Lenory. Jsou na nich znázorněny mírně nadživotní obrazy Ježíše a Panny Marie zdobené rostlinami a architektonickými prvky. Dílo bylo vytvořeno pro světovou výstavu ve Vídni, která se konala v roce 1873. Následně továrník Vilém Králík věnoval vitráže kostelu.
Obě vitráže byly restaurovány v letech 2003 a 2004 dílnou Moniky Vintrové.

### Malby a obrazy
Severní zeď naproti hlavnímu vchodu do kostela zdobí fragment nástěnné malby 10 000 mučedníků z 15. století. Pozdější zaklenutí kostela však tuto fresku zčásti zničilo.
Zachoval se obraz sv. Floriána v jižní boční lodi z roku 1768. Dále v předsíni hlavního vchodu jsou na stropní klenbě malované citáty z Bible ve sgrafitových rámcích. Pocházejí z roku 1572, avšak odkryty byly až v roce 1921 společně s dalšími renesančními ornamentálními malbami.
Také klenba kaple sv. Anny je zdobena původními pozdně středověkými malbami.

### Ostatky sv. Inocence
V jižní lodi jsou v barokní skleněné tumbě (rakvi) pod oltářem uschovány ostatky svatého Inocence, patrona města Vimperk.
Získání ostatků tohoto světce z Říma pro vimperskou farnost nebylo snadné. Zasloužil se o to až Jan Squora, rodák z Vimperka. Do Vimperka byly dopraveny 1. 12. 1768.

### Madona
Hlavní oltář ve skleněné skříni nese kamennou gotickou sochu Madony, patronky kostela, z doby okolo roku 1400. Původní dřevěná vimperská madona (z doby okolo roku 1420) byla převezena do Národní galerie v Praze.

### Zvony
Na kostelní věži se v současné době nachází pouze jeden zvon, o průměru 0,31 m, výšky 0,25 m. Ostatní zvony jsou umístěny na vedlejší městské zvonici, která vznikla roku 1500 právě pro zavěšení zvonů, které kvůli jejich velikosti nebylo možno umístit v kostelní věži.

### Varhany
Autorem původních kostelních varhan z roku 1736 je František Kanhäuser ze Žlutic. Současné varhany z roku 1900 jsou od bratří Riegerů.

## Galerie

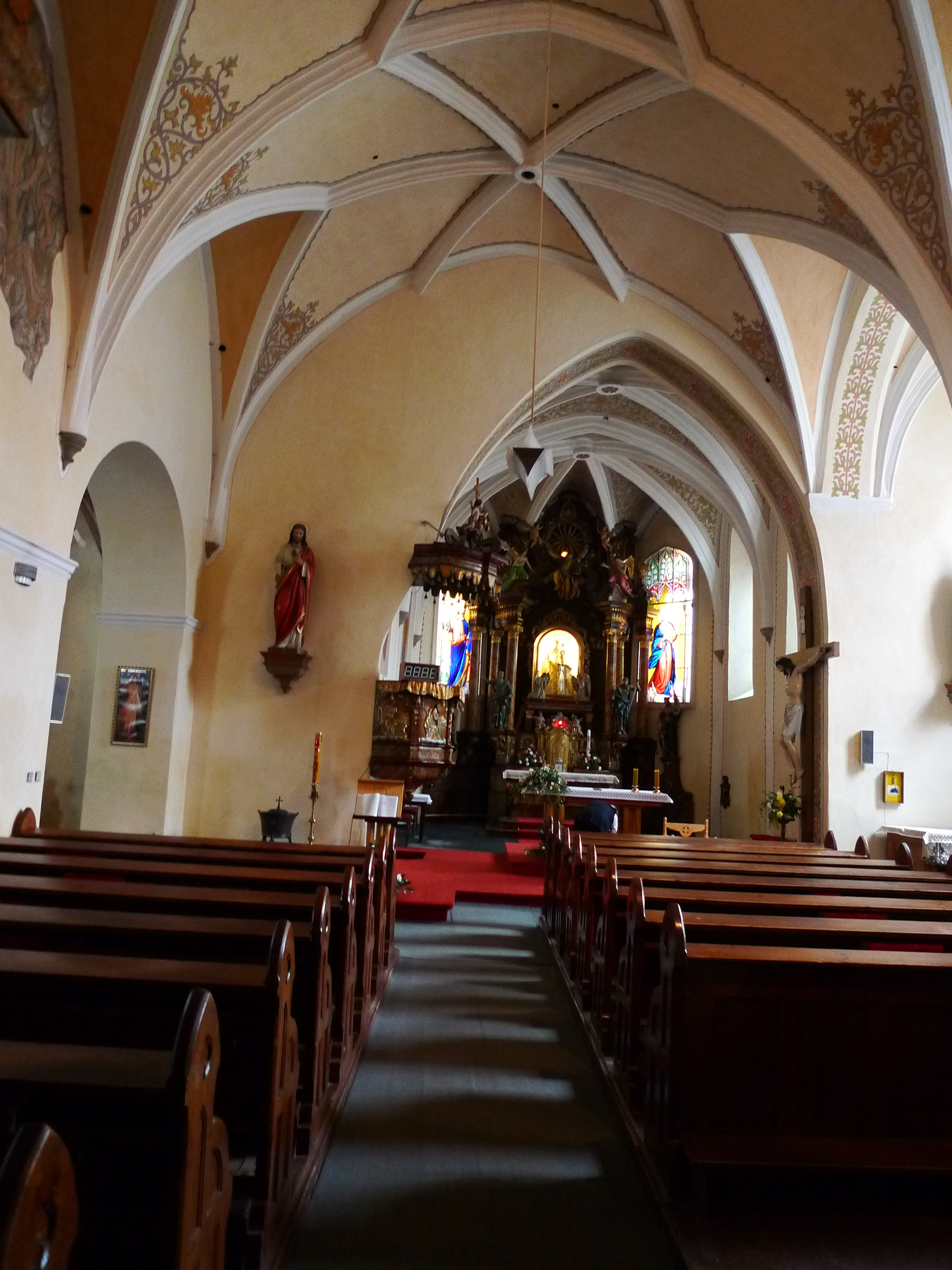
Hlavní loď
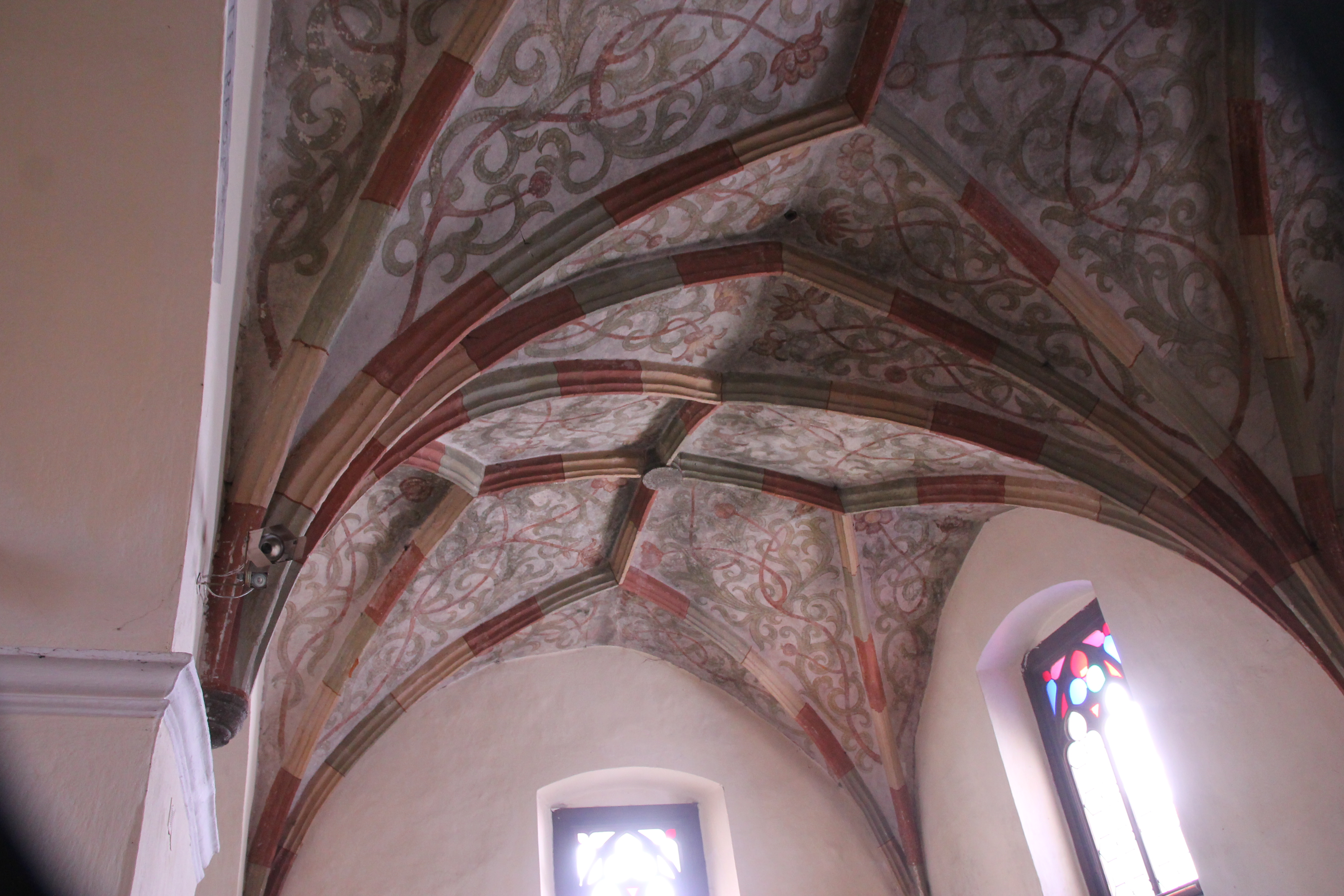
Klenba kaple sv. Anny
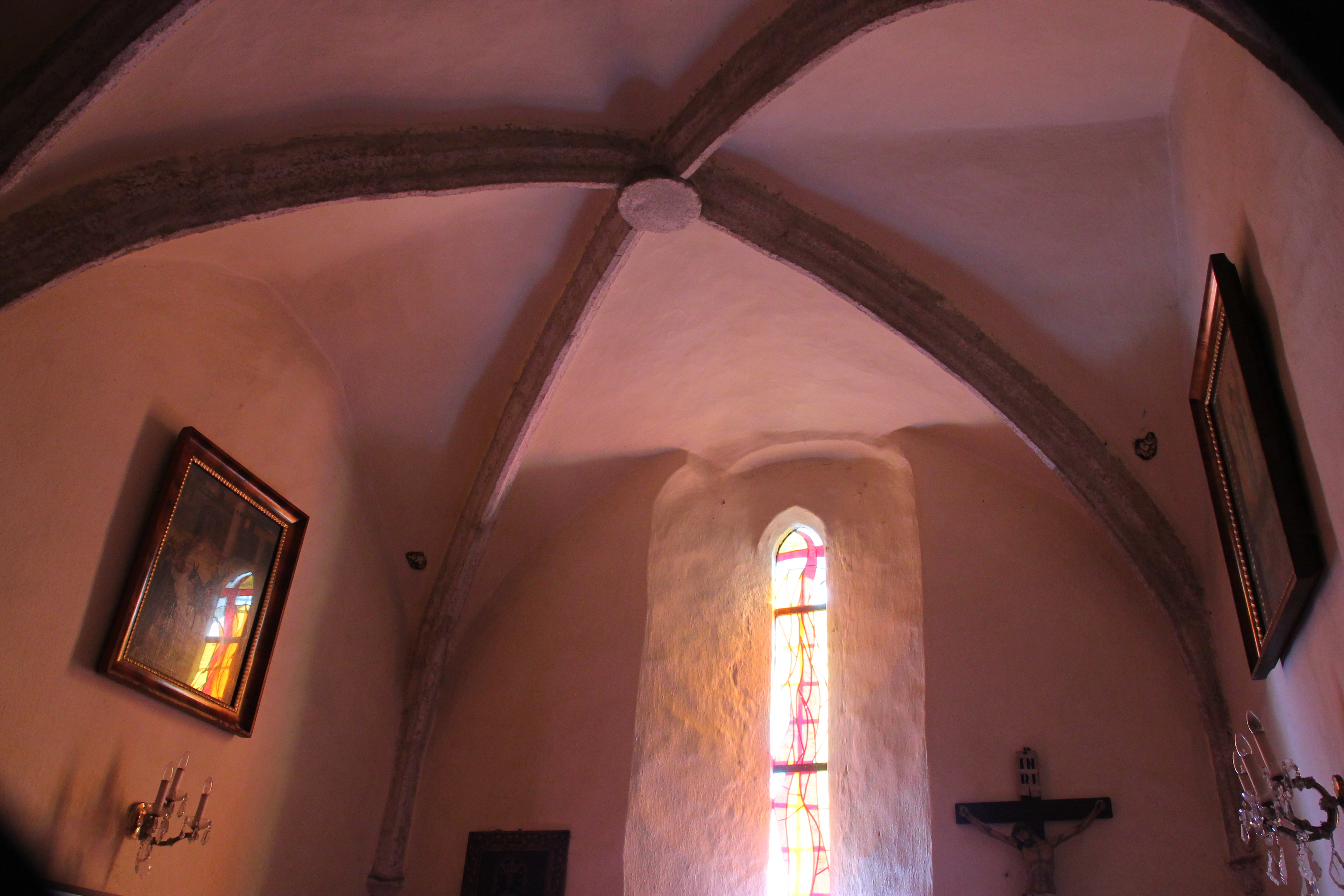
Klenba sakristie
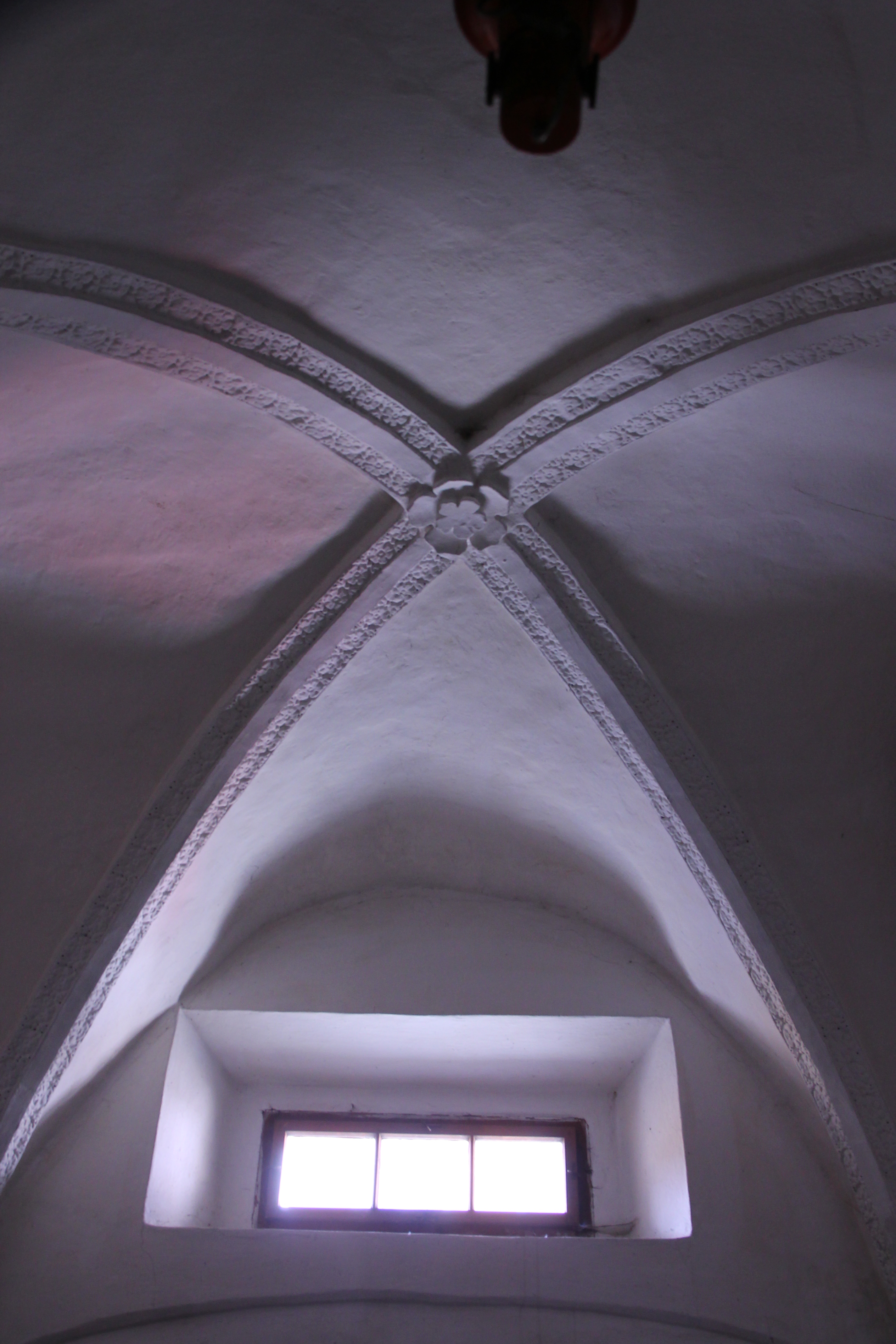
Klenba předsíňky při hlavním vstupu
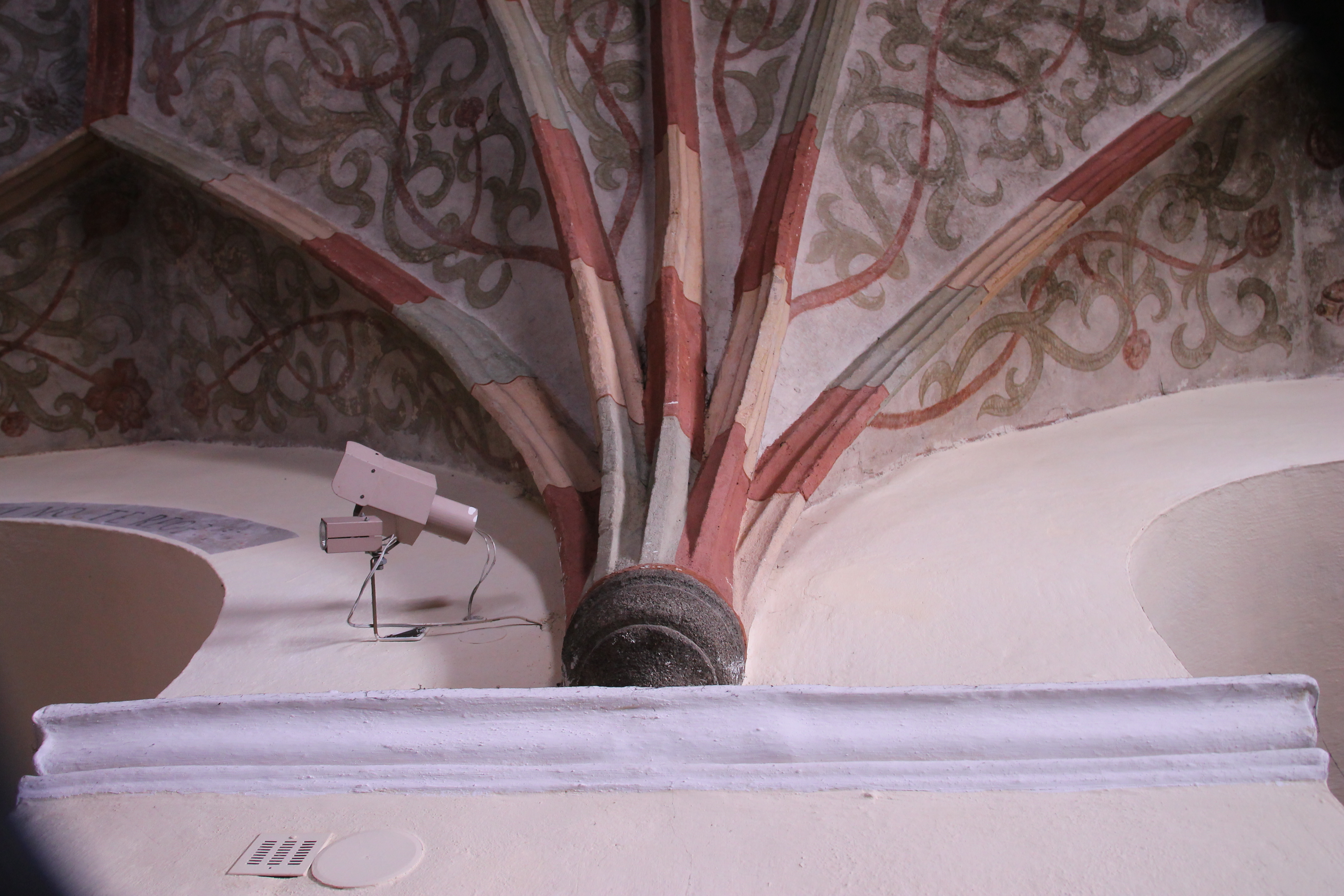
Detail konzoly v hlavní lodi
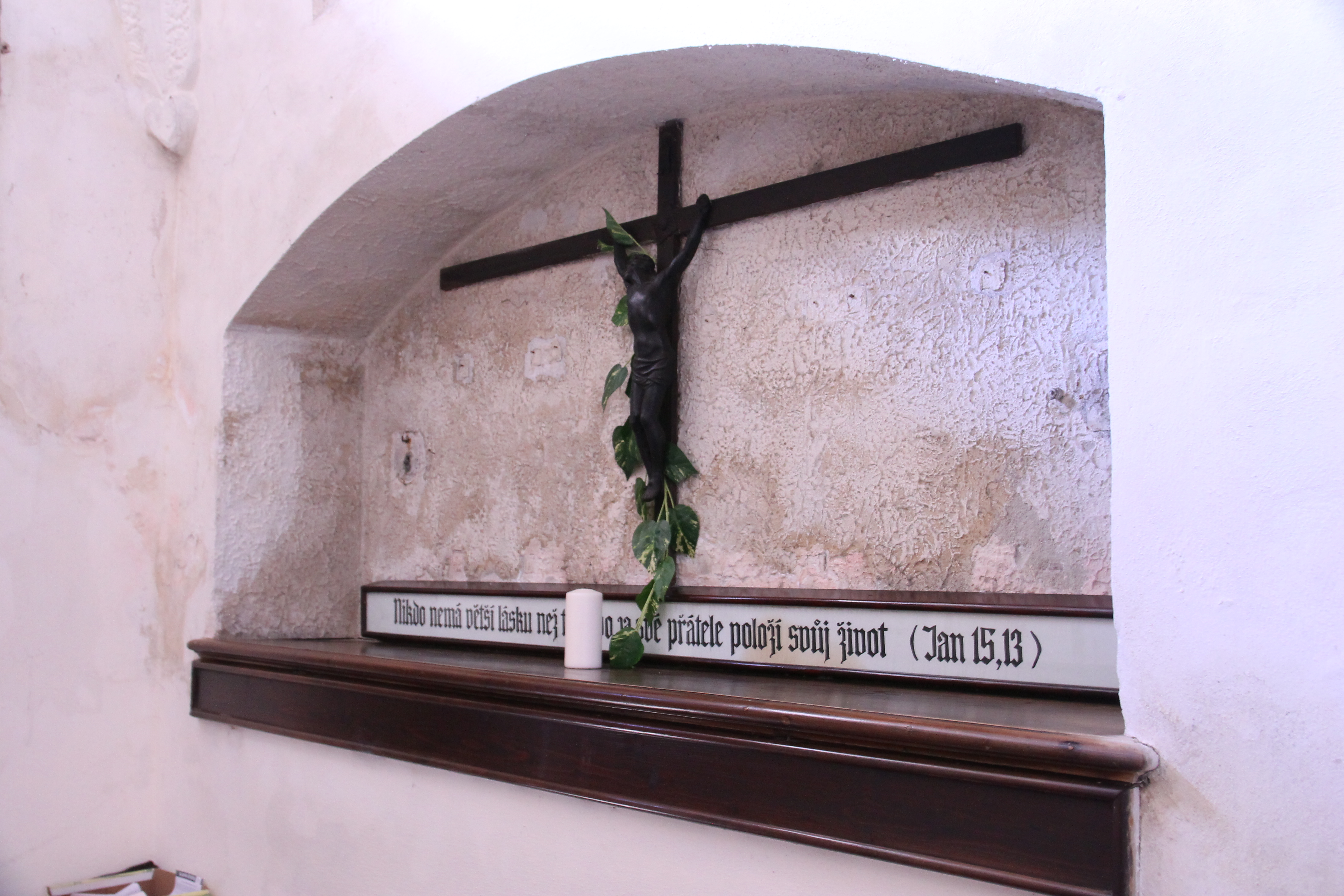
Výklenek při vchodu
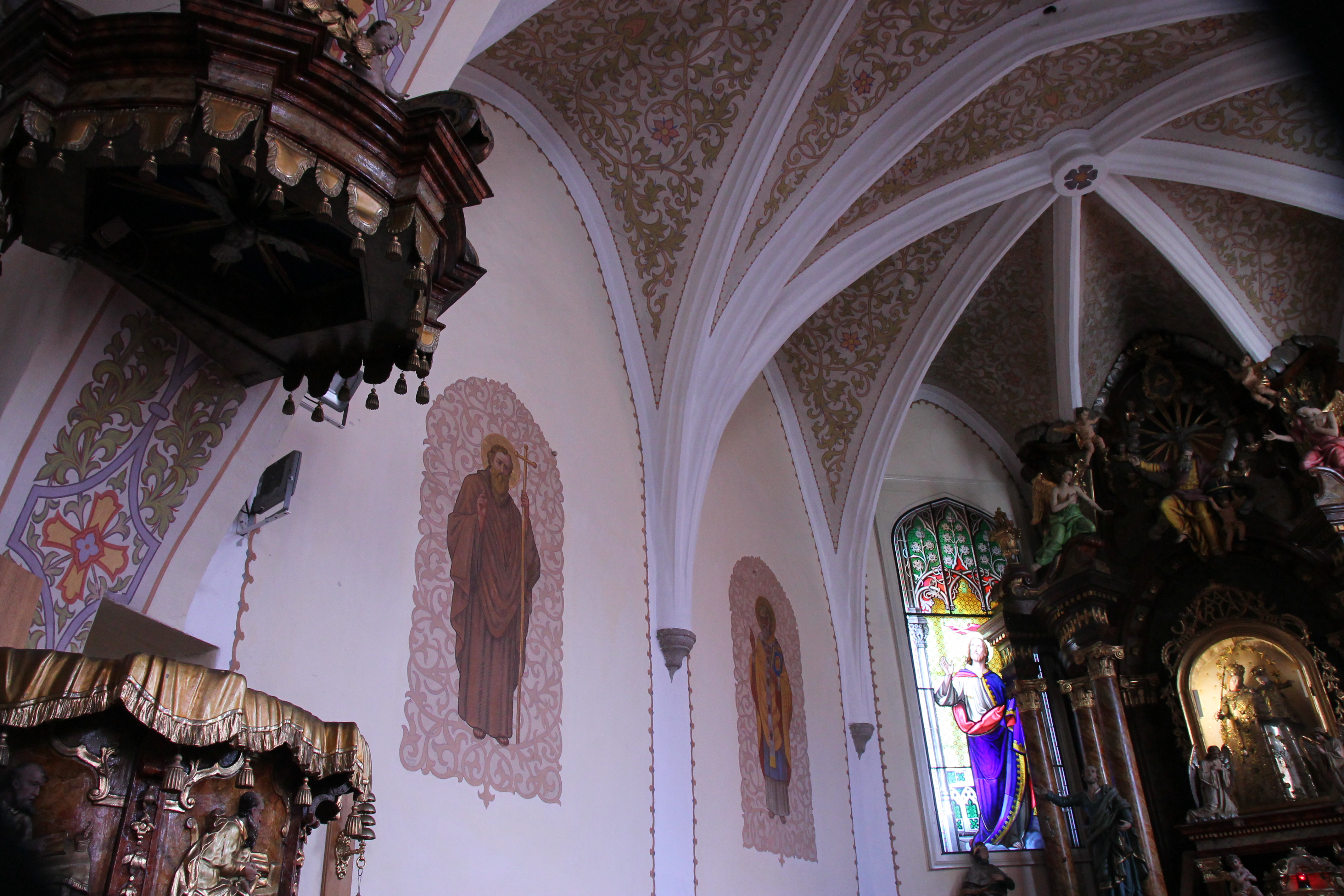
Pohled na nástěnné malby kněžiště